# Daalwijk (flatgebouw)
Daalwijk is een flatgebouw in Amsterdam-Zuidoost. De naam is ontleend aan een hofstede in Markelo (Overijssel).

## Geschiedenis
Daalwijk werd in 1973 opgeleverd als een van de zes honingraatvormige flats in de F-D buurt en bestond net als Dennenrode uit een klein noordelijk en een groot zuidelijk gedeelte die via een loopbrug met elkaar waren verbonden. Met de hotelnummers 1-948 was Daalwijk de grootste van de D-flats. Grote verschillen met de F-flats waren de roze gevels bovenop portiek 1/A, de dubbele liften (verdeeld over de even en oneven verdiepingen), de afwijkende toegang tot de trapportalen en een ander type parkeergarage.
Net als het eveneens op zichzelf staande Fleerde werden er op zondagmiddag rommelmarkten gehouden.
In de jaren 80 en 90 werd Daalwijk geleidelijk opgeknapt; geschilderd en voorzien van afsluitbare deuren. Na de vliegramp van 4 oktober 1992 besloot men om de Bijlmermeer ingrijpend te veranderen; en dat hield in dat veel flats moesten wijken voor laagbouw. Groot-Daalwijk kwam in 2005 aan de beurt; Klein-Daalwijk ontsprong de dans en is nu de laatst overgebleven D-flat. De voorstukken van Dennenrode en Develstein zijn in 2010 alsnog gesloopt. Klein-Daalwijk is gerenoveerd met grotere flats in het blok 1-901 en een extra liftportiek, plus fietsenstallingen op de begane grond en de voormalige binnenstraat. Er zijn meer dan 200 studentenwoningen opgeleverd.
Op Groot-Daalwijk is vervangende woon- en schoolruimte gebouwd. Het fietspad onder het voormalige blok met portiek 4/D is intact gebleven.
De renovatie van Daalwijk is, samen met de bouw van een aantal studentenwoningen op de plek van de voormalige flat Dennenrode, onderdeel van een plan om meer studenten naar Amsterdam Zuidoost te trekken en de buurt een impuls te geven.